# Poluição por barcos
A poluição por barcos é o tipo de poluição provocada pelos barcos, que afecta a atmosfera, os mares, a biodiversidade, o clima, a vida animal e a saúde humana. No entanto, o grau da poluição produzida pelos seres humanos no mundo é muito debatido e tem sido um tema internacional durante os últimos 30 anos.

## Tipos

### Poluição sonora
A poluição sonora causada pela navegação e outras atividades humanas aumentou na história recente. O ruído produzido por navios pode viajar longas distâncias, e espécies marinhas que podem depender do som para sua orientação, comunicação e alimentação podem ser prejudicadas.
A Convenção sobre a Conservação de Espécies Migratórias identificou o ruído oceânico como uma potencial ameaça à vida marinha. A interrupção da capacidade de comunicação das baleias é uma ameaça extrema e está afetando sua sobrevivência. Segundo um artigo do Discovery Channel identificou que, ao longo do último século, o ruído extremamente alto de navios comerciais, exploração de petróleo e gás, exercícios de sonar naval e outras fontes transformou o delicado habitat acústico do oceano, desafiando a capacidade de baleias e outras formas de vida marinha de prosperar e, em última instância, sobreviver. De acordo com a diretora do Programa de Resgate Animal do IFAW, Katie Moore, "existem diferentes maneiras pelas quais os sons podem afetar os animais. Há aquele nível de ruído ambiente subjacente que está aumentando, aumentando e aumentando, interferindo na comunicação e nos padrões de movimento. E há também o impacto mais agudo e traumático do som, que está causando danos físicos ou uma resposta comportamental muito forte. É lutar ou fugir".

### Colisões com animais

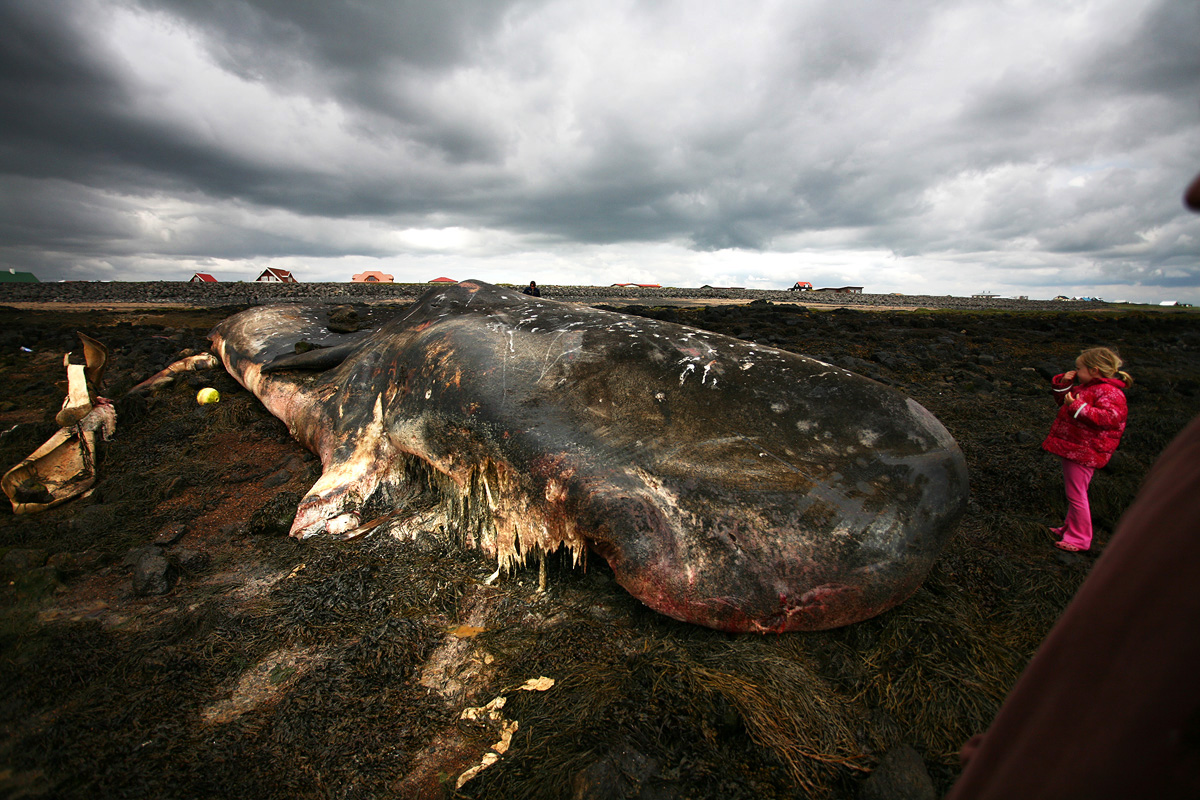
Carcaça de uma baleia em uma praia na Islândia

Mamíferos marinhos, como baleias e peixes-boi, correm o risco de serem atingidos por navios, causando ferimentos e morte. Por exemplo, uma colisão com um navio viajando a apenas 15 nós tem 79% de chance de ser letal para uma baleia. Colisões com navios podem ser uma das principais causas de declínio populacional dos tubarões-baleia.
Um exemplo notável do impacto das colisões com navios é a baleia-franca-do-atlântico-norte, uma espécie ameaçada de extinção, das quais restam 400 ou menos indivíduos. O maior perigo para a baleia-franca-do-atlântico-norte é o ferimento causado por colisões com navios. Entre 1970 e 1999, 35,5% das mortes registradas foram atribuídas a colisões. De 1999 a 2003, os incidentes de mortalidade e ferimentos graves atribuídos a colisões com navios tiveram uma média de um por ano. De 2004 a 2006, esse número aumentou para 2,6. As mortes por colisões tornaram-se uma ameaça à extinção. O Serviço Nacional de Pesca Marinha (NMFS) dos Estados Unidos e a Administração Nacional Oceânica e Atmosférica (NOAA) introduziram restrições de velocidade em 2008, que expiraram em 2013. No entanto, em 2017, ocorreu um evento de mortalidade sem precedentes, resultando na morte de 17 baleias-francas-do-atlântico-norte, causadas principalmente por colisões com navios e emaranhamento em equipamentos de pesca.

### Derramamentos de óleo
Os mais comumente associados à poluição por navios são os derramamentos de óleo. Embora menos frequentes que a poluição causada pelas operações diárias, os derramamentos de óleo têm efeitos devastadores. Além de serem tóxicos para a vida marinha, os hidrocarbonetos policíclicos aromáticos (HPAs), componentes do petróleo bruto, são muito difíceis de limpar e permanecem por anos no sedimento e no ambiente marinho. Espécies marinhas constantemente expostas aos HPAs podem apresentar problemas de desenvolvimento, suscetibilidade a doenças e ciclos reprodutivos anormais. Um dos derramamentos mais amplamente conhecidos foi o incidente do Exxon Valdez no Alasca. O navio encalhou e despejou uma enorme quantidade de óleo no oceano em março de 1989. Apesar dos esforços de cientistas, gestores e voluntários, mais de 400.000 aves marinhas, cerca de 1.000 lontras-marinhas e um grande número de peixes foram mortos.

### Resíduos sólidos
Os resíduos sólidos gerados em um navio incluem vidro, papel, papelão, latas de alumínio e aço, e plásticos. Esses resíduos podem ser de natureza não perigosa ou perigosa. Resíduos sólidos podem se tornar lixo marinho, representando uma ameaça para organismos marinhos, humanos, comunidades costeiras e indústrias que utilizam as águas marinhas. Navios de cruzeiro geralmente gerenciam isso por meio de uma combinação de minimização de resíduos e reciclagem. No entanto, até 75% incinerados a bordo, e as cinzas normalmente são despejadas no mar, embora algumas sejam levadas para terra para descarte ou reciclagem. Mamíferos marinhos, peixes, tartarugas marinhas e aves podem ser feridos ou mortos ao se enredarem em plásticos e outros resíduos que descartados. Em média, cada passageiro de navio de cruzeiro gera pelo menos dois quilos de resíduos sólidos por dia. Com grandes navios de cruzeiro transportando vários milhares de passageiros, a quantidade de lixo gerada em um dia pode ser enorme. Para um grande cruzeiro, cerca de 8 toneladas de resíduos sólidos são geradas durante uma semana. Estima-se que 24% dos resíduos gerados por embarcações em todo o mundo (em peso) venham de navios de cruzeiro.:38–39:126

### Poluentes convencionais
A poluição do ar proveniente de navios é gerada por motores a diesel que queimam óleo combustível com alto teor de enxofre, produzindo dióxido de enxofre, óxidos de nitrogênio e material particulado, além de monóxido de carbono, dióxido de carbono e hidrocarbonetos, que resultam na formação de aerossóis e reações químicas secundárias, incluindo a formação de formaldeído (HCHO), ozônio, entre outros, na atmosfera. O escape de diesel foi classificado pela Agência de Proteção Ambiental dos EUA (EPA) como um provável carcinógeno humano. A agência reconhece que essas emissões contribuem para o não cumprimento dos padrões de ozônio e monóxido de carbono (isto é, falha em atingir os padrões de qualidade do ar), além dos efeitos adversos à saúde, à névoa, à chuva ácida e à eutrofização e nitrificação da água.
Em 2016, a IMO adotou novas regulamentações sobre emissões de enxofre para serem implementadas por navios maiores a partir de janeiro de 2020. Dos totais globais de emissões atmosféricas, o transporte marítimo representa entre 18 e 30% dos óxidos de nitrogênio e 9% dos óxidos de enxofre. O enxofre no ar cria chuva ácida, que danifica plantações e edifícios. Quando inalado, o enxofre é conhecido por causar problemas respiratórios e até aumentar o risco de ataque cardíaco. Segundo Irene Blooming, porta-voz da coalizão ambiental europeia Seas at Risk, o combustível usado em petroleiros e navios porta-contêineres é rico em enxofre e mais barato em comparação com o combustível usado para uso terrestre. "Um navio libera cerca de 50 vezes mais enxofre do que um caminhão por tonelada de carga transportada."
Cidades nos Estados Unidos, como Long Beach, Los Angeles, Houston, Galveston e Pittsburgh, enfrentam um dos tráfegos marítimos mais intensos, o que levou as autoridades locais a se esforçarem para limpar o ar. O aumento do comércio entre os Estados Unidos e a China está contribuindo para o crescimento do número de embarcações navegando pelo Oceano Pacífico, exacerbando diversos problemas ambientais.
Em um estudo recente, foi investigado o futuro das emissões de navios e relatou-se que o crescimento das emissões de dióxido de carbono não muda com as alternativas mais comuns, como diesel de enxofre ultrabaixo (ULSD) ou gás natural liquefeito (GNL), além de um aumento nas emissões de metano. Uma fonte recente de pressões ambientais sobre embarcações marítimas tem vindo de estados e localidades, à medida que avaliam a contribuição dos navios comerciais para os problemas de qualidade do ar regional quando estão atracados nos portos. Por exemplo, acredita-se que grandes motores diesel marítimos contribuam com 7% das emissões móveis de óxidos de nitrogênio em Baton Rouge e Nova Orleans, Luisiana. Os navios também podem ter um impacto significativo em áreas sem grandes portos comerciais: eles contribuem com cerca de 37% das emissões totais de óxidos de nitrogênio na área de Santa Bárbara, Califórnia.

### Emissões de gases de efeito estufa
O transporte marítimo é responsável por cerca de 3% de todas as emissões de gases de efeito estufa, principalmente de dióxido de carbono. Segundo o Banco Mundial, em 2022, isso coloca o transporte marítimo como "sexto maior emissor de gases de efeito estufa no mundo, entre o Japão e a Alemanha."
Embora a indústria não tenha sido o foco de atenção do Acordo de Paris assinado em 2016, as Nações Unidas e a IMO (Organização Marítima Internacional) discutiram metas e limites para as emissões de CO2. Uma reunião ocorrida em Oslo, Noruega, em 2008, foi encarregada de desenvolver a base para controlar as emissões de gases de efeito estufa do transporte marítimo internacional. Em 2018, a indústria discutiu em Londres a imposição de limites para reduzir os níveis de emissões com base em um ponto de referência das emissões de dióxido de carbono de 2008, com uma meta de redução de 50% até o ano de 2050. Alguns métodos para reduzir as emissões da indústria incluem a redução da velocidade dos navios (o que pode ser problemático para mercadorias perecíveis), bem como mudanças nos padrões de combustível. Em 2019, organizações internacionais de transporte marítimo, incluindo a Câmara Internacional de Navegação, propuseram a criação de um fundo de 5 bilhões de dólares para apoiar a pesquisa e a tecnologia necessárias para reduzir as emissões.